# MTV Movie Awards for Bedste Kys
Dette er en liste over MTV Movie Award-vindere og nominerede for Bedste Kys.
| År   | Skuespillere Film                                                             | Nominerede |
| ---- | ----------------------------------------------------------------------------- | --- |
| 1992 | Anna Chlumsky & Macaulay Culkin –My Girl                                      | Anjelica Huston & Raúl Juliá - The Addams Family Annette Bening & Warren Beatty - Bugsy Juliette Lewis & Robert De Niro - Cape Fear Priscilla Presley & Leslie Nielsen - The Naked Gun 2½: The Smell of Fear                                                 |
| 1993 | Christian Slater & Marisa Tomei –Untamed Heart                                | Pauline Brailsford & Tom Hanks - A League of Their Own Michelle Pfeiffer & Michael Keaton - Batman Returns Winona Ryder & Gary Oldman - Bram Stoker's Dracula Mel Gibson & Rene Russo - Lethal Weapon 3 Woody Harrelson & Rosie Perez - White Men Can't Jump |
| 1994 | Demi Moore & Woody Harrelson –Indecent Proposal                               | Patricia Arquette & Christian Slater - True Romance Kim Basinger & Dana Carvey - Wayne's World 2 Jason James Richter & Willy - Free Willy Winona Ryder & Ethan Hawke - Reality Bites                                                                         |
| 1995 | Jim Carrey & Lauren Holly –Dum og dummere                                     | Julie Delpy & Ethan Hawke - Before Sunrise Juliette Lewis & Woody Harrelson - Natural Born Killers Sandra Bullock & Keanu Reeves - Speed Jamie Lee Curtis & Arnold Schwarzenegger - True Lies                                                                |
| 1996 | Natasha Henstridge and Anthony Guidera –Species                               | Antonio Banderas & Salma Hayek - Desperado Jim Carrey & Sophie Okonedo - Ace Ventura: When nature calls Winona Ryder & Dermot Mulroney - How to Make an American Quilt Aitana Sánchez-Gijón & Keanu Reeves - A Walk in the Clouds                            |
| 1997 | Will Smith & Vivica A. Fox –Independence Day                                  | Claire Danes & Leonardo DiCaprio - Romeo + Juliet Gina Gershon & Jennifer Tilly - Bound Kyra Sedgwick & John Travolta - Phenomenon Christine Taylor & Christopher Daniel Barnes - A Very Brady Sequel                                                        |
| 1998 | Adam Sandler & Drew Barrymore –The Wedding Singer                             | Joey Lauren Adams & Carmen Llywelyn - Chasing Amy Matt Damon & Minnie Driver - Good Will Hunting Leonardo DiCaprio & Kate Winslet - Titanic Kevin Kline & Tom Selleck - In & Out                                                                             |
| 1999 | Gwyneth Paltrow & Joseph Fiennes –Shakespeare in Love                         | George Clooney & Jennifer Lopez - Out of Sight Matt Dillon, Denise Richards & Neve Campbell - Wild Things Jeremy Irons & Dominique Swain - Lolita Ben Stiller & Cameron Diaz - Vild med Mary                                                                 |
| 2000 | Sarah Michelle Gellar & Selma Blair –Cruel Intentions                         | Drew Barrymore and Michael Vartan - Never Been Kissed Katie Holmes & Barry Watson - Teaching Mrs. Tingle Hilary Swank and Chloë Sevigny - Boys Don't Cry |
| 2001 | Julia Stiles & Sean Patrick Thomas –Save the Last Dance                       | Jon Abrahams & Anna Faris - Scary Movie Ben Affleck & Gwyneth Paltrow - Bounce Tom Hanks & Helen Hunt - Cast Away Anthony Hopkins & Julianne Moore - Hannibal                                                                                                |
| 2002 | Jason Biggs & Seann William Scott –American Pie 2                             | Nicole Kidman & Ewan McGregor - Moulin Rouge! Mia Kirshner & Beverly Polcyn - Not Another Teen Movie Heath Ledger & Shannyn Sossamon - A Knight's Tale Renée Zellweger & Colin Firth - Bridget Jones Dagbog                                                  |
| 2003 | Tobey Maguire & Kirsten Dunst –Spider-Man                                     | Ben Affleck & Jennifer Garner - Daredevil Nick Cannon & Zoe Saldana - Drumline Leonardo DiCaprio & Cameron Diaz - Gangs of New York Adam Sandler & Emily Watson - Punch-Drunk Love                                                                           |
| 2004 | Owen Wilson, Carmen Electra & Amy Smart –Starsky & Hutch                      | Charlize Theron & Christina Ricci - Monster Keanu Reeves & Monica Bellucci - The Matrix Reloaded Jim Carrey & Jennifer Aniston - Bruce Almighty Shawn Ashmore & Anna Paquin - X-Men 2                                                                        |
| 2005 | Ryan Gosling & Rachel McAdams –The Notebook                                   | Natalie Portman & Zach Braff - Garden State Gwyneth Paltrow & Jude Law - Sky Captain and the World of Tomorrow Jennifer Garner & Natassia Malthe - Elektra Elisha Cuthbert & Emile Hirsch - The Girl Next Door                                               |
| 2006 | Heath Ledger & Jake Gyllenhaal –Brokeback Mountain                            | Taraji P. Henson & Terrence Howard - Hustle & Flow Anna Faris & Chris Marquette - Just Friends Angelina Jolie & Brad Pitt - Mr. & Mrs. Smith Rosario Dawson & Clive Owen - Sin City                                                                          |
| 2007 | Will Ferrell & Sacha Baron Cohen –Talladega Nights: The Ballad of Ricky Bobby | Cameron Diaz & Jude Law - The Holiday Columbus Short & Meagan Good - Stomp the Yard Mark Wahlberg & Elizabeth Banks - Invincible Marlon Wayans & Brittany Daniel - Little Man                                                                                |
| 2008 | Briana Evigan & Robert Hoffman –Step Up 2 the Streets                         | Amy Adams & Patrick Dempsey - Enchanted Shia LaBeouf & Sarah Roemer - Disturbia Ellen Page & Michael Cera - Juno Daniel Radcliffe & Katie Leung - Harry Potter og Fønixordenen                                                                               |
| 2009 | Kristen Stewart & Robert Pattinson –Twilight                                  | Angelina Jolie & James McAvoy - Wanted Freida Pinto & Dev Patel - Slumdog Millionaire James Franco & Sean Penn - Milk Paul Rudd & Thomas Lennon - I Love You, Man Vanessa Hudgens & Zac Efron - High School Musical 3                                        |
| 2010 | Kristen Stewart & Robert Pattinson –The Twilight Saga: New Moon               | Kristen Stewart & Dakota Fanning - The Runaways Sandra Bullock & Ryan Reynolds - The Proposal Taylor Swift & Taylor Lautner - Valentine's Day Zoe Saldana & Sam Worthington - Avatar                                                                         |